# Potamos Peristeronas
Potamos Peristeronas este o arie protejată (arie specială de conservare — SAC, sit de importanță comunitară — SCI) din Cipru întinsă pe o suprafață de 37,76 ha, integral pe uscat.

## Localizare
Centrul sitului Potamos Peristeronas este situat la coordonatele 35°03′06″N 33°04′38″E / 35.0517°N 33.0772°E.

## Înființare
Situl Potamos Peristeronas a fost declarat sit de importanță comunitară în septembrie 2006 pentru a proteja 22 de specii de animale. Situl a fost protejat și ca arie specială de conservare în septembrie 2015.

## Biodiversitate
Situată în ecoregiunea mediteraneană, aria protejată conține 8 habitate naturale: Ape puternic oligomezotrofe cu vegetație bentonică cu Chara spp., Râuri mediteraneene cu debit intermitent, cu specii de Paspalo-Agrostidion, Matorral arborescenți cu Zyziphus, Tufărișuri termo-mediteraneene și de pre-deșert, Sarcopoterium spinosum phryganas, Pseudostepă cu ierburi și specii anuale de Thero-Brachypodietea, Galerii și tufărișuri riverane sudice (Nerio-Tamaricetea și Securinegion tinctoriae), Păduri de pin mediteraneene cu pini mezogeni endemici.
La baza desemnării sitului se află mai multe specii protejate:
- păsări (16): Aquila fasciata, pasărea ogorului (Burhinus oedicnemus), erete vânăt (Circus cyaneus), Clamator glandarius, dumbrăveancă (Coracias garrulus), Emberiza caesia, sfrânciocul cu frunte neagră (Lanius minor), Lanius nubicus, Oenanthe cypriaca, codroș de munte (Phoenicurus ochruros), mărăcinar negru (Saxicola torquatus), turturică (Streptopelia turtur), Sylvia melanothorax, sturz-cântător (Turdus philomelos), sturzul de vâsc (Turdus viscivorus), nagâț sudic (Vanellus spinosus)
- mamifere (3): liliacul mare cu potcoavă (Rhinolophus ferrumequinum), liliacul mic cu potcoavă (Rhinolophus hipposideros), Rousettus aegyptiacus
- nevertebrate (1): Euplagia quadripunctaria
- reptile (2): Coluber cypriensis, Natrix natrix cypriaca

Pe lângă speciile protejate, pe teritoriul sitului au mai fost identificate 1 specie de plante, 3 specii de amfibieni, 1 specie de mamifere, 5 specii de reptile.